# ذلب متناسق
ذلب متناسق (الاسم العلمي:Sansevieria concinna) هو نوع من النباتات يتبع جنس الذلب من الفصيلة الهليونية.